# Milevsko
Milevsko (tjekkisk udtale: [ˈmɪlɛfsko] ; tysk: Mühlhausen) er en by i distriktet Písek i regionen Sydbøhmen i Tjekkiet med omkring 8.100 indbyggere.
Landsbyerne Dmýštice, Klisín, Něžovice, Rukáveč og Velká er administrative dele af Milevsko. Velká udgør en eksklave af det kommunale område.

## Geografi
Milevsko ligger omkring 21 km  nordøst for Písek og 62 km  syd for Prag. Det meste af det kommunale territorium ligger i Tábor-højlandet, men den nordlige del strækker sig ind i Vlašim-højlandet og omfatter Milevskos højeste punkt, bakken Zběžnice der er 608 meter  over havets overflade. Byen er omgivet af flere småsøer.

## Historie
Arkæologiske udgravninger har vist, at der boede mennesker i området i palæolitisk tid. Andre opdagelser viser bosættelse i bronzealderen og Hallstatt-kulturperioden. Under folkevandringsperioden blev området langsomt bosat af slaviske folkeslag i det 8. århundrede.
Den første skriftlige omtale af Milevsko er fra 1184 og tre år senere blev der bygget et præmonstratensisk kloster. I slutningen af det 12. århundrede var Milevsko et vigtigt krydspunkt mellem to handelsruter. De følgende år var en fremgangstid, og klostret blev et af de rigeste i Bøhmen. I 1327 blev Milevsko først omtalt som en købstad, og i det 15. århundrede blev det en by. Enden på velstanden var forårsaget af et angreb fra hussitterne, som brændte klostret ned i 1420. Efter 1581 under Hodějovský af Hodějovs styre blev klostret ombygget til en herregård. I 1622 efter slaget ved Det Hvide Bjerg blev klostret tilbageleveret til Premonstranterne fra Strahov Kloster.
I det 17. og 18. århundrede blev byen ramt af byldepest. Byen med dens omgivelser, blev en af de fattigste egne i kongeriget, hvilket varede indtil begyndelsen af det 20. århundrede. Her udviklede traditionelt håndværk, især keramik.
Indtil 1918 var Milevsko en del af Østrig-Ungarn, en hovedby i det eponyme distrikt, som var en af 94 Bezirkshauptmannschaften i Bøhmen.